# Radwan (Syrien)
Fachr al-Mulk Radwan ibn Tutusch ibn Alp-Arslan (arabisch فخر الملك رضوان بن تتش بن ألب أرسلان, DMG Faḫr al-Mulk Raḍwān b. Tutuš b. Alp-Arslan; auch Ridwan und Rudwan; † um 1113) war ein seldschukischer Herrscher Syriens von 1095 bis 1113. Er war der Schwiegersohn von Yaghi-Siyan, dem Atabeg von Antiochia und der ältere Bruder von Duqaq, der Syrien und Damaskus von ihrem Vater, Tutusch I. geerbt hatte.
Radwan revoltierte gegen seinen Bruder, das Reich wurde geteilt, Radwan erhielt Aleppo und richtete dort seinen Regierungssitz ein. Nach Duqaqs Tod 1104 folgten ihm zwei schwache Herrscher, was Radwan dazu veranlasste, Damaskus im gleichen Jahr noch zu erobern, ohne hinterher seine Hauptstadt dorthin zu verlegen. Bei seinem Tod folgte ihm sein minderjähriger Sohn Alp-Arslan al-Achras auf den Thron.
Als sein Schwiegervater Yaghi-Siyan in den Jahren 1097 und 1098 vom Ersten Kreuzzug belagert wurde (siehe Belagerung von Antiochia), rief dieser Radwan zu Hilfe, der am 9. Februar 1098 in einer Schlacht bei Harim außerhalb der Stadt den Christen unterlag. Auch der zweite Versuch gemeinsam mit Kerboga und Duqaq, die Stadt zu befreien, schlug fehl. Als das muslimische Heer vor der Stadt am 5. Juni 1098 aufmarschierte, war sie bereits erobert, die sich anschließende Belagerung der Christen endete mit einer Feldschlacht am 28. Juni, in der die Muslime erneut unterlagen.
1101 verbündete sich Ridwan mit Kılıç Arslan I. und Danischmend Ghazi gegen die Kreuzritter und trug zu den Siegen gegen die Heere des Kreuzzugs von 1101 bei Mersivan und Herakleia bei.
Nachdem Kılıç Arslan I. 1107 Mosul erobert hatte, verbündete sich Ridwan mit dem Großseldschuken Muhammad I. Tapar und besiegte Kılıç Arslan I. in der Schlacht.